# Etheostoma coosae
Etheostoma coosae är en fiskart som först beskrevs av Henry Weed Fowler, 1945.  Etheostoma coosae ingår i släktet Etheostoma och familjen abborrfiskar. Inga underarter finns listade i Catalogue of Life.